# Daniel von Fellenberg

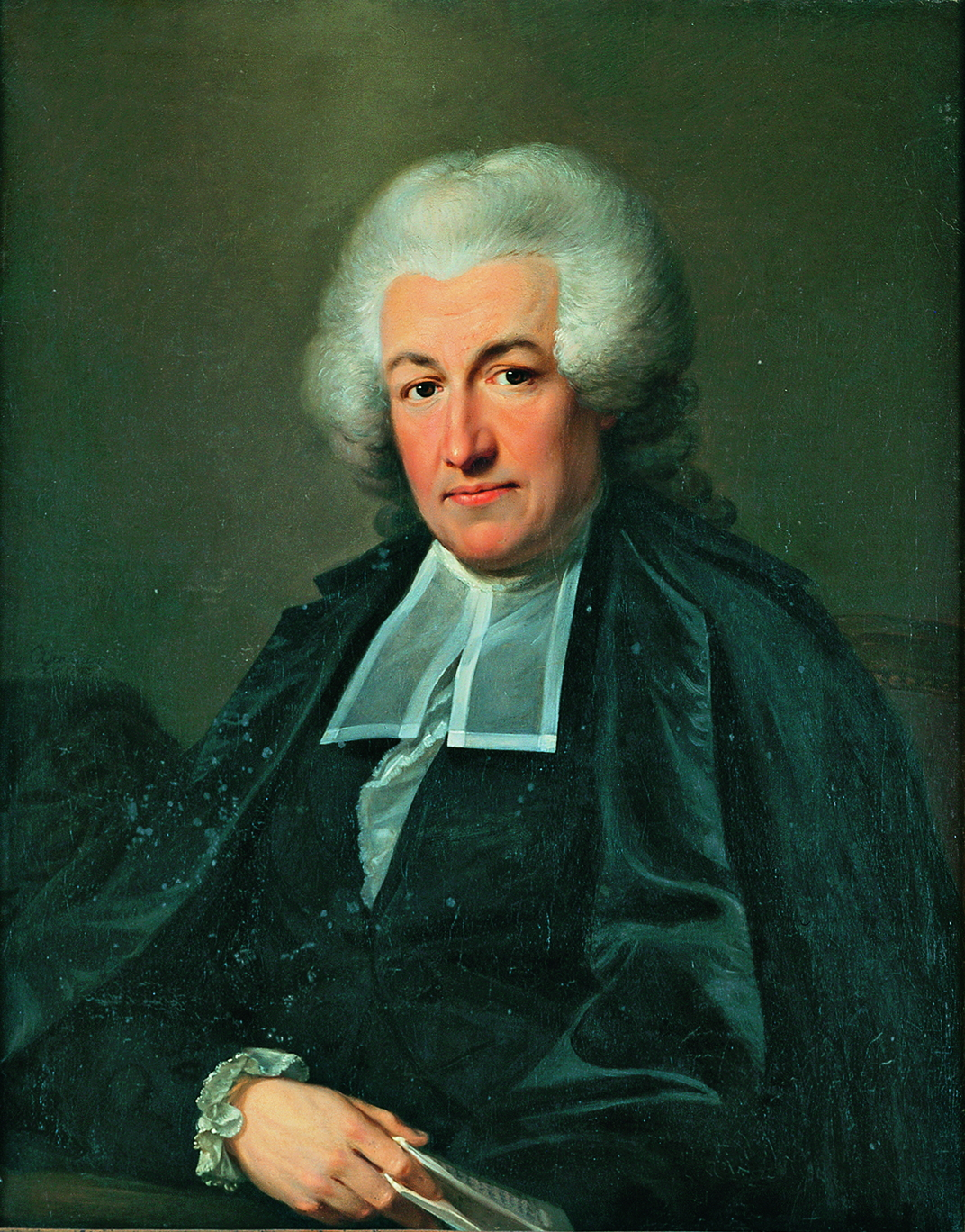
Daniel Fellenberg, Bildnis von August Friedrich Oelenhainz (1792)

Daniel von Fellenberg (* 13. August 1736 in Bern; † 1. Januar 1801 ebenda) war ein Schweizer Politiker und Jurist. Er war reformiert.

## Leben
Fellenberg studierte Rechtswissenschaften in Göttingen und promovierte dort 1756. Von 1756 bis 1760 war er als Vizebibliothekar tätig, und ab 1759 war er Sekretär der Deutschen Appellationskammer. 1763 erhielt er bis 1777 aufgrund seiner juristischen Abhandlungen eine Rechtsprofessur an der Hohen Schule in Bern. 1775 trat er in den bernischen Grossen Rat ein und wurde 1786 Kleiner Rat. 1777 wurde er Mitglied der Appellationskammer. 1779 amtierte er als Obervogt von Schenkenberg, 1786 war er Schulrat, 1787 Sanitätsrat und 1790 Böspfenniger. Als Aufklärer engagierte er sich in wissenschaftlichen, politischen und literarischen Zirkeln in Bern und der Eidgenossenschaft. So im Café Littéraire, in der Helvetischen Gesellschaft und der Société des Citoyens. Er war Präsident der Ökonomischen Gesellschaft und Mitglied des Politischen Instituts. 1793 erwarb er den Wylhof auf dem heutigen Gemeindegebiet von Münchenbuchsee, der unter seinem Sohn Philipp Emanuel als Hofwil bekannt wurde.

## Werke
- Jurisprudentia antiqua continens opuscula et dissertationes quibus leges antiquae praesertim mosaicae, graecae, et romanae illustrantur. Bern 1760–1761 (Bd. 2 online).

## Archive
- Nachlass Daniel Fellenberg (Burgerbibliothek Bern).